# Gremlins 2: The New Batch (Sunsoft)
Pour le jeu sur ordinateurs, édité par Elite Systems, voir Gremlins 2: The New Batch (Elite Systems).
Gremlins 2: The New Batch est un jeu vidéo d'action/plates-formes développé et édité par Sunsoft en 1990 sur Nintendo et Game Boy. Il est inspiré du film Gremlins 2, la nouvelle génération.

## Contexte
Gizmo est un mogwai qui se retrouve dans les bureaux du building Clamp. Les mogwai, lorsqu'ils reçoivent de l'eau sur la tête, se multiplient et s'ils mangent après minuit, ils se transforment en gremlins, d'horribles monstres dangereux. Gizmo reçoit donc de l'eau sur la tête et ses "doubles" l'enferment dans les conduits d'aération. Ensuite ils se transforment en gremlins et saccagent le building. Gizmo, incarné par le joueur, se doit de les retrouver et les éliminer.

## Système de jeu
Le jeu est en vue jeu de plate-formes, ce qui signifie que Gizmo se déplace sur l'axe horizontal et sur l'axe vertical. De plus, Gizmo est capable de sauter, ce qui rajoute une dimension de hauteur au jeu, chose rare à l'époque. Le jeu se découpe en mondes (soit, un monde équivaut à une section du building) et en niveaux (correspondant à un étage). Dans les niveaux, Gizmo doit éviter des pièges classiques : trous, piques sortant du sol, objets pointus se déplaçant selon un trajet précis, arc électriques se produisant à intervalles réguliers. Il rencontre aussi des Gremlins agressifs, qu'il peut éliminer à l'aide d'objets qu'il récupèrera au cours du jeu (un arc, des flèches et des flèches enflammées). Il peut aussi accéder parfois à des magasins lui permettant d'acheter différents objets qui facilitent sa tâche. À la fin de chaque monde, il y a un boss à affronter. Il y a au total quatre mondes.